# دورکیم ۱۰۳۳۰
سیارک ۱۰۳۳۰ (به انگلیسی: 10330 Durkheim، نامگذاری:1991GH3) ده هزار و سیصد و سیمین سیارک کشف شده‌است که در ۸ آوریل ۱۹۹۱ کشف شد.
قدر مطلق سیارک برابر ۱۴٫۰۰ است.